# 성문 (불교)
성문(聲聞,
산스크리트어: śrāvaka 스라바카,
팔리어: sāvaka 사바카)의 팔리어의 원어 사바카(sāvaka)의 뜻은 단순히 '듣는 자 (hearer)' 또는 '제자 (disciple)'이며, 한자어 성문(聲聞)의 문자 그대로의 뜻은 '직접적인 가르침[聲]을 듣는다[聞]'로, 낱말의 뜻 그 자체로는 고타마 붓다의 가르침을 듣고 깨달음을 구하는 수행자, 즉 불제자(佛弟子) 즉 '불교에 귀의한 사람'을 뜻한다.
이후 불교교단이 확립된 부파불교 시대에서 성문은 출가자만을 뜻하게 되었고, 대승불교에서 성문승(聲聞乘) · 연각승(緣覺乘) · 보살승(菩薩乘)의 3승(三乘)의 교의를 주장하면서 성문은 보살승 즉 보살의 길에 비해 상대적으로 저열한 탈것[乘] 즉 저열한 교법(敎法) 또는 저열한 길인 성문승(聲聞乘) 즉 성문의 길 즉 4제현관(四諦現觀: 4성제의 현관, 4성제를 현전에서 관찰함)을 의지하여 성도(聖道)를 나아가는 부파불교의 수행자로, 자리(自利) 즉 자신만의 깨달음 즉 자신의 열반의 증득에만 치중하는 수행자이며, 그 최고의 깨달음의 지위가 '아공(我空)을 깨친 아라한'에서 그치고 마는 수행자를 뜻하게 되었다. 나아가 대승불교에서는 2종성문(二種聲聞) · 3종성문(三種聲聞) · 4종성문(四種聲聞) 또는 5종성문(五種聲聞)으로 성문의 성격을 세분하였다.
하지만 《품류족론》《발지론》《대비바사론》《구사론》 등의 부파불교의 아비달마 논서 어디에도 4제현관(四諦現觀)을 열반을 증득하기 위한 주요 수행법으로 한다는 것외에는 성문에 대한 이러한 성격 규정과 분류는 존재하지 않으며, 현대학자들도 '성문승 · 성문'과 '보살승 · 보살'간에는 후자가 자리(自利)와 이타(利他)를 동시에 강조하는 반면 전자가 자리(自利)에 치중한다는 측면의 차이만이 있을 뿐이라고 본다. 전통적으로도, 대승불교 경전인 《법화경》 등에서는 3승의 구분은 방편설(方便說)에 불과하며 진실로는 오직 1불승(一佛乘) 즉 하나의 깨달음의 길만이 있을 뿐이라고 강조하고 있다.

## 개요
《아함경》 등의 초기불교 경전에는 출가자 뿐만 아니라 재가신자도 모두 성문(聲聞)이라 불리고 있다. 즉 초기불교 시대에서 성문은 문자 그대로의 뜻 그대로 불제자(佛弟子) 즉 '불교에 귀의한 사람'을 의미했다. 그 후 고타마 붓다의 입멸 후 후대에 불교교단이 확립되면서 부파불교와 대승불교에서는 출가자만을 성문이라 부르게 되었다.
이후 대승불교에서 성문승(聲聞乘) · 연각승(緣覺乘) · 보살승(菩薩乘)의 3승(三乘)의 교의를 주장하면서 성문은 보살승 즉 보살의 길에 비해 상대적으로 저열한 탈것[乘] 즉 저열한 교법(敎法) 또는 저열한 길인 성문승(聲聞乘) 즉 성문의 길 즉 4제현관(四諦現觀)을 의지하여 성도(聖道)를 나아가는 부파불교의 수행자를 뜻하게 되었다. 대승불교에서는 부파불교의 수행자는 아라한을 목표로 하며 자리(自利) 즉 자신만의 깨달음 즉 자신의 열반의 증득에만 치중하는 수행자라고 보았고, 그 깨달음의 지위도 아공과 법공을 모두 깨달은 부처의 지위 즉 '부처의 다른 명칭으로서의 아라한'이 아니라 '아공의 도리만을 깨달은 아라한'의 지위에서 그치고 만다고 보았다. 이러한 이유로 대승불교에서 성문 · 성문승과 연각 · 연각승은 보살 · 보살승에 대해 폄하하는 호칭이 되었고, 대승불교에서는 성문승 · 연각승의 2승(二乘)을 저열한 탈것 즉 저열한 교법 또는 저열한 길이라는 뜻에서 소승(小乘)이라 폄칭하였으며, 이에 따라 대승불교권에서는 성문과 성문승을 무조건 기피하는 경향을 띠게 되었다.
나아가 대승불교에서는 성문의 성격에 대해 여러 가지로 구분하여, 2종성문(二種聲聞) · 3종성문(三種聲聞) · 4종성문(四種聲聞) 또는 5종성문(五種聲聞)으로 분류하였다. 이 가운데 2종성문은 성문을 정성성문(定性聲聞) · 부정성성문(不定性聲聞)으로 구분하는 것인데, 정성성문은 성문으로서의 성격[性]이 고정[定]되어서 성문승 즉 성문의 길에서 보살승 즉 보살의 길로 들어갈 여지가 없는 수행자를 말하고, 부정성성문은 아직 성문으로서의 성격이 고정되어 있지 않아서 보살승 즉 보살의 길로 들어설 수 있는 여지가 있는 성문이다.
하지만, 3승의 교의와 성문에 대한 이러한 분류는 모두 대승불교에 의한 것으로, 《품류족론》《발지론》《대비바사론》《구사론》 등의 부파불교의 아비달마 논서 어디에서도 4제현관(四諦現觀)을 열반을 증득하기 위한 주요 수행법으로 한다는 것외에는 성문에 대한 이러한 성격 규정이나 분류는 존재하지 않으며, 성문에는 부처의 가르침에 따라, 특히 불교의 근본 교의인 4성제에 따라 열반을 증득하기 위해 수행에 전념하는 출가 수행자라는 의미만이 있을 뿐이다.
현대학자들도 성문의 길 즉 '부파불교의 수행자의 길 또는 방편'인 4제현관과 그 계위인 성문4과는 보살의 길 즉 '대승불교의 수행자의 길 또는 방편'인 6바라밀과 그 계위인 보살 10지와 마찬가지로 깊은 수행을 요구하며 그 경지가 높은 것으로, 모두 부처의 지위 즉 열반에 이르기 위한 길이라고 본다. 이에 따라, 성문과 보살은 모두 불제자이지만 보살에는 다른 유정을 위한 실천 즉 이타(利他)가 있어 자리(自利)와 이타(利他)를 동시에 강조하는 반면, 성문은 자리(自利) 즉 자신의 깨달음 즉 열반의 증득에 치중한다는 점에서 차이가 있을 뿐이라고 본다.
또한, 이러한 취지의 전통적인 견해 역시 존재하는데, 대승불교의 경전인 《법화경》 등에서는 성문 · 연각의 2승의 수행자도 역시 최종적으로는 부처가 되며, 성도(聖道) 즉 '불교라는 길'을 성문승 · 연각승 · 보살승의 세 가지 길로 구별하는 것은 수행자의 자질이나 능력에 따라 시설된 방편설(方便說)에 불과하며 진실로는 오직 1불승(一佛乘) 즉 하나의 불승 즉 하나의 깨달음의 길만이 있을 뿐이라고 강조하고 있다.

## 3승과 성문승
고타마 붓다의 입멸 후 후대에 불교교단이 확립되면서 부파불교와 대승불교에서는 출가자만을 성문이라 부르게 되었다. 그리고 대승불교는 부파불교의 수행자들이 자리(自利) 즉 자신의 열반의 성취에만 치중하는 것에 반대하여 자리(自利)와 이타(利他) 즉 열반에 이르기 위한 수행과 다른 유정을 위한 보시의 실천을 함께 실행하여야 한다고 보았다. 이에 따라 대승불교에서는 자리이타(自利利他)를 실천하는 보살을 이상적인 인간상으로 보고, 성문승 · 연각승 · 보살승의 3승의 교의를 주장하였다. 이에 따라 대승불교권에서는 이 3승의 교의에서 정의하는 성문승의 수행자를 성문이라 부르게 되었다.
대승불교의 3승의 교의에 따르면, 성문승(聲聞乘)은 4제현관(四諦現觀) 즉 고제 · 집제 · 도제 · 멸제의 4성제를 현전에서 관찰하는 것을 말한다. 즉, 성문승이란 열반의 증득에 이르는 탈것 즉 길 또는 방편으로서의 4제현관을 의미한다. 따라서, 성문승의 수행자인 성문은 열반을 증득하는 수행으로써 4제현관을 닦는 이를 말하는데, 이들은 특히 이타(利他)는 고려하지 않고 자리(自利)에만 치중한다는 성격을 가진다.
그리고, 대승불교의 3승의 교의에 따르면, 연각승(緣覺乘)은 12연기를 현관하는 것을 말한다. 원래 연각(緣覺) 또는 독각(獨覺)은 고타마 붓다의 무사독오(無師獨悟) 즉 고타마 붓다가 스승에 의하지 아니하고 혼자서 깨달음을 얻은 것을 나타내는 말인데, 대승불교의 3승의 교리에서는 연각승의 수행자 즉 홀로 12연기를 관찰하여 미혹을 끊고 진리를 깨닫는 이로서, 성문과 마찬가지로 자리(自利)에만 치중하는 이들을 말한다.
이에 비해 보살승(菩薩乘)은 6바라밀을 수행하는 것을 말한다. 6바라밀의 첫 번째 요소는 보시바라밀인데, 보시(布施)에는 재물을 보시하는 재시(財施)와 교법을 보시하는 법시(法施)와 계를 지키어 남을 침해하지 아니하고 또한 두려워하는 마음이 없게 하는 무외시(無畏施)가 있다. 따라서, 대승불교의 3승의 교의에 따르면 보살은 성문과 연각과는 달리 자신과 남의 깨달음 즉 자리(自利)와 이타(利他)를 동시에 추구하는 수행자이다.
그리고, 대승불교에서는 이러한 3승의 교의에 의거하여, 성문과 연각이 자리(自利)에만 치중하는 수행자로서, 이러한 태도에 의해 결과적으로 아공(我空)의 이치만을 깨달을 수 있을 뿐 법공(法空)의 이치는 깨닫지 못한다고 보았다. 즉, 성문과 연각이 완전히 깨달았다고 하는 상태는 단지 아공(我空)의 이치만을 깨달은 상태일 뿐으로 부처의 상태가 아니며 따라서 그들이 이상으로 하고 있는 아라한이란 '부처의 다른 명칭으로서의 아라한'이 아니라 아공(我空)의 이치만을 깨달은 성자일 뿐이라고 보았다. 이에 따라 대승불교에서는 성문승(聲聞乘) · 연각승(緣覺乘)의 2승(二乘)으로는 '아라한' 즉 '아공(我空)의 이치는 완전히 깨달은 성자'는 될 수 있어도 '아공과 법공을 모두 깨달은 성자'인 부처는 영원히 될 수 없다고 보아, 부처에 이르게 할 수 있는 길 즉 아공과 법공을 모두 깨달을 수 있게 하는 길로서의 자신들의 보살승과 구별하였고, 성문승 · 연각승의 2승(二乘)을 통칭하여 소승(小乘)이라고 폄칭하였다. 달리 말하면, 대승불교에서는 대자비심(大慈悲心)을 갖추고 있는 길인 6바라밀을 통해서는 부처가 될 수 있지만 다른 유정의 깨달음을 돕는 실천이 결여된, 즉 재시 · 법시 · 무외시의 보시바라밀이 결여된, 즉 대자비심(大慈悲心)이 결여된 4제현관이나 12연기의 현관만을 통해서는 부처가 될 수 없다고 주장하였다.

## 같이 보기
- 아라한
- 팔리성전협회

## 참고 문헌
- 이 문서에는 다음커뮤니케이션(현 카카오)에서 GFDL 또는 CC-SA 라이선스로 배포한 글로벌 세계대백과사전의 내용을 기초로 작성된 글이 포함되어 있습니다.
- 곽철환 (2003). 《시공 불교사전》. 시공사 / 네이버 지식백과. |title=에 외부 링크가 있음 (도움말)
- 운허.  동국역경원 편집, 편집. 《불교 사전》. |title=에 외부 링크가 있음 (도움말)
- (영어) Rhys Davids, T.W. & William Stede (eds.) (1921-5). 《The Pali Text Society's Pali–English Dictionary》. Chipstead: Pali Text Society.
- (중국어) 佛門網. 《佛學辭典(불학사전)》. |title=에 외부 링크가 있음 (도움말)
- (중국어) 星雲. 《佛光大辭典(불광대사전)》 3판. |title=에 외부 링크가 있음 (도움말)